# Dasychernes inquilinus
Espèce
Dasychernes inquilinus est une espèce de pseudoscorpions de la famille des Chernetidae.

## Distribution
Cette espèce est endémique de Colombie.

## Habitat
Ce pseudoscorpion se rencontre dans les ruches des abeilles Melipona salti et Melipona compressipes,.

## Description
Dasychernes inquilinus mesure de 5 à 6 mm.

## Publication originale
- Chamberlin, 1929 : Dasychernes inquilinus from the nest of meliponine bees in Colombia (Arachnida: Chelonethida). Entomological News, vol. 40, p. 49-51 (texte intégral).